# Pico (editor)
Pico (acronimo di Pine composer) è un editor di testo per sistemi operativi Unix-like, componente del client email Pine. 

## Descrizione
È un editor molto semplice, che offre impaginazione, copia/incolla, e un controllore di sintassi.
Pico non supporta la gestione contemporanea di più file, e di conseguenza non permette la copia del testo da un file all'altro o la ricerca di testo attraverso più file. Supporta tuttavia la sostituzione di stringhe di testo all'interno di un singolo file. Pico supporta ricerca e sostituzione tramite la combinazione di caratteri ctrl+w seguito da ctrl+r.
Pico non è generalmente usato dai nuovi utenti Unix, ma molti utenti più esperti continuano a compilare mail e testi usando questo editor. La sua interfaccia è molto simile a quella incontrata in altri ambienti, come nel caso del blocco note di Windows.
In confronto, i più potenti editori di testo di Unix, come vi ed Emacs forniscono praticamente tutte le potenzialità richieste ad un processore testuale, inclusa la ricerca e la sostituzione tramite espressioni regolari, gestione contemporanea di più file, e molto altro. A primo impatto risultano però più difficili da gestire, quindi Pico è adatto per i novizi. Sfortunatamente, Pico ha per direttiva predefinita la gestione automatica del word-wrapping, che può creare non pochi problemi nella gestione dei paragrafi, delle nuove linee e nella creazione di file sorgente con indentazione.

## Licenza
La licenza di Pico fu la causa dello sviluppo, da parte del progetto GNU, di un editor clone chiamato Nano. Con tale licenza non poteva infatti essere considerato software libero, a causa di limitazioni poco chiare sulla redistribuzione del programma. Per questo motivo non venne incluso in diverse distribuzioni Linux.
Le versioni più recenti di Pico incluse in Alpine sono rilasciate sotto licenza Apache.